# میگل ماس (دوچرخه‌سوار)
میگل ماس (اسپانیایی: Miguel Mas‎؛ زادهٔ ۱۳ ژوئیهٔ ۱۹۴۳) دوچرخه‌سوار اهل اسپانیا است.
وی در مسابقات کشوری و بین‌المللی در مجموع برندهٔ ۱ مدال طلا شده‌است.